# Mantega de l'Alt Urgell i la Cerdanya

Logotip DOP Mantega de l'Alt Urgell i la Cerdanya

La Mantega de l'Alt Urgell i la Cerdanya és una mantega elaborada a la Seu d'Urgell a l'Alt Urgell, Catalunya. La mantega es produeix a la Cooperativa Lletera del Cadí, com el Formatge de l'Alt Urgell i la Cerdanya, a partir de llet de vaca exclusivament de raça frisona. La totalitat de la producció es produeix a la fàbrica situada al centre la Seu d'Urgell i la llet prové de granges cerdanes i urgellenques.
La producció comercial es va iniciar el 1915 quan es va formar la Cooperativa del Cadí. El temps de maduració de la nata, juntament amb l'alimentació de les vaques i el clima de la regió li dona a aquesta mantega el seu olor i sabor característics.
La tradició centenària de la mantega CADÍ, el seu origen i la seva qualitat, fan que sigui una de les poques mantegues d'Europa reconeguda amb la Denominació d'Origen Protegida (DOP Mantega de l'Alt Urgell i la Cerdanya).

## Origen i identificació
L'elaboració de formatges i mantega ha estat una activitat tradicional catalana durant molts segles, especialment arrelada a les valls pirinenques. En el cas de l'Alt Urgell, la desaparició de la vinya dels Pirineus va propiciar l'evolució de l'agricultura i la ramaderia lligades a la indústria làctia, en el marc de la qual es van desenvolupar tant aquest producte com el Formatge de l'Alt Urgell i la Cerdanya.
La Mantega de l'Alt Urgell i la Cerdanya gaudeix d'una Denominació d'Origen Protegida (DOP), per la qual cosa l'elaboració es troba sotmesa al reglament de la denominació. Aquest reglament preveu la identificació del producte amb les informacions que exigeix la legislació vigent, és a dir, el nom del producte "Mantega de l'Alt Urgell i la Cerdanya. Denominació d'Origen Protegida" i el logotip de la denominació, a més del logotip europeu de les DOP.
El reglament estableix que l'alimentació de les vaques s'ha de basar en pastures verdes i farratges de les valls de l'Alt Urgell i la Cerdanya, i que la llet ha de ser recollida diàriament, sense excepció, per optimitzar la qualitat. Les matèries primeres utilitzades en l'elaboració d'aquesta mantega són la nata de llet pasteuritzada i ferments làctics mesòfils, i no admet l'ús de cap tipus de colorant o altres additius, ni la presència de residus d'antibiòtics o inhibidors de la fermentació.
Actualment aquesta mantega continua sent la mantega de Catalunya de major producció, prestigi i consum. Ha conservat, des de l'inici de la seva producció fins als nostres dies, les seves característiques diferencials de qualitat potenciades per la introducció de les millores tecnològiques en el procés d'elaboració.